# Lache (Obersöchering)
Die Lache ist ein natürliches Stillgewässer in der oberbayerischen Gemeinde Obersöchering, wie ihr östlicher Nachbar, die Straußenlacke, ohne nennenswerte Zu- oder Abflüsse. In der Mitte des Sees befindet sich eine kleine Insel.
Die Lache gehört zum FFH-Gebiet Moor- und Drumlinlandschaft zwischen Hohenkasten und Antdorf.